# Bob Rae

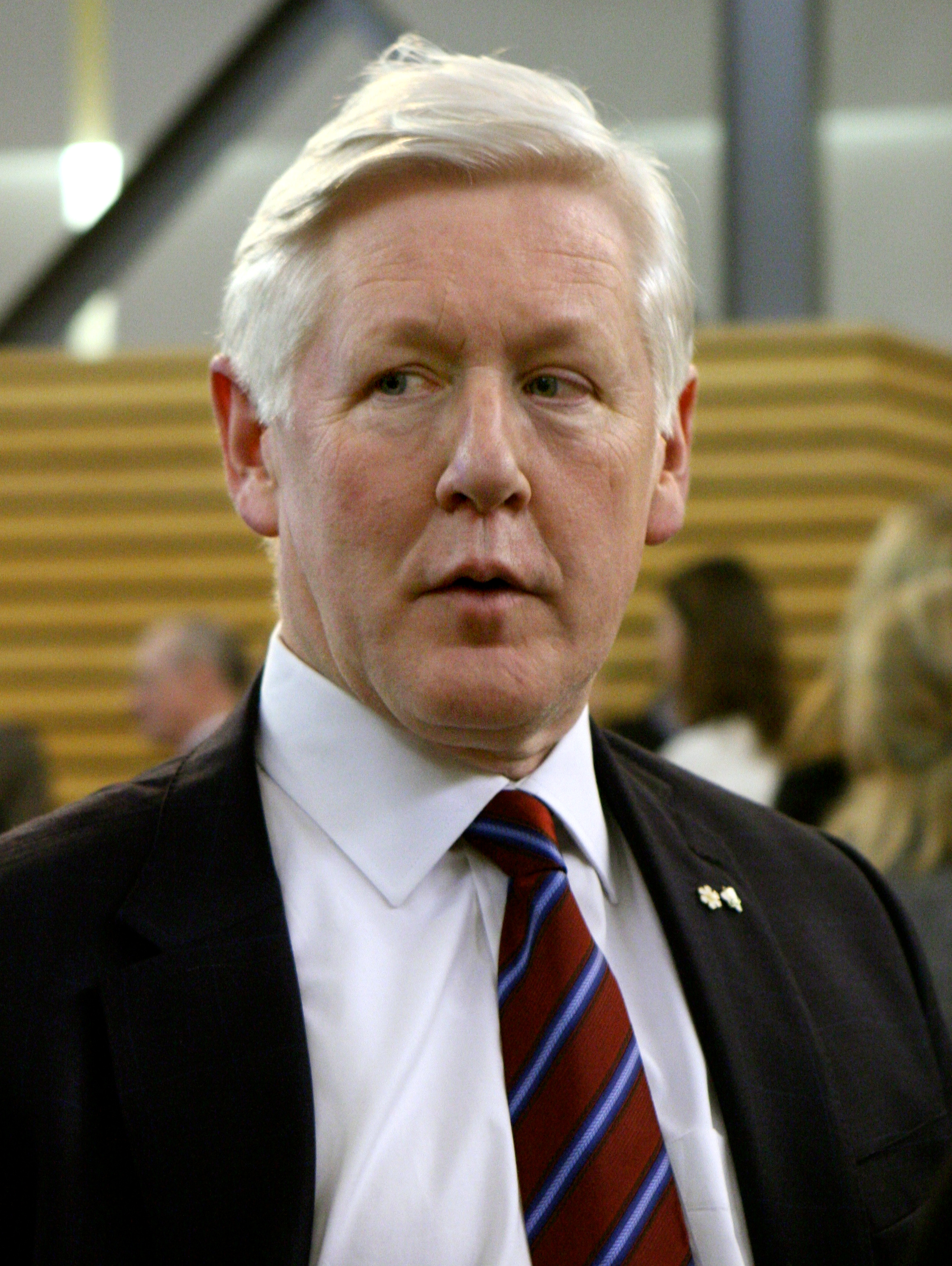
Bob Rae

Robert Keith Rae PC, CC, O.Ont, QC (* 2. August 1948 in Ottawa) ist ein kanadischer Politiker und  Jurist. Er war von 1990 bis 1995 der 21. Premierminister der größten kanadischen Provinz Ontario.

## Leben
Rae begann seine politische Karriere 1980 als Vorsitzender der linksgerichteten Ontario New Democratic Party (NDP). Nach Jahrzehnten in der Opposition erreichte die NDP bei vorgezogenen Neuwahlen 1990 unter seiner Führung eine knappe absolute Mehrheit, so dass Rae am 1. Oktober 1990 als erster NDP-Mann überhaupt zum Premierminister von Ontario gewählt wurde.
In seinen fünf Regierungsjahren litt Rae unter einer massiven Rezession der Wirtschaft in seiner Provinz. Rae versuchte dieser zunächst durch erhöhte Staatsausgaben – Keynes Gedanken des deficite spending folgend – zu begegnen, was die wirtschaftliche Situation jedoch eher noch weiter verschlechterte. Als Rae schließlich doch notgedrungen zu staatlichen Einschnitten gezwungen war, verlor er auch noch die Unterstützung bei den Gewerkschaften.
Bei den Wahlen 1995 wurde Rae deutlich abgewählt. Es folgten Jahre außerhalb der Politik, in denen sich Rae zusehends von den New Democrats distanzierte. Den offiziellen Bruch vollzog er schließlich 2002, indem er der Partei mangelndes Reformvermögen vorwarf.
2005 kehrte Rae als unabhängiger Beauftragter der liberalen Regierung von Paul Martin in die Politik zurück. Nach der Wahlniederlage der Liberalen Partei und dem Rücktritt Martins erklärte Rae am 26. April seine Bereitschaft, sich um das Amt des Vorsitzenden der Liberalen Partei Kanadas zu bewerben.
Umfragen zufolge galt Rae als einer der Favoriten im parteiinternen Rennen um die Nachfolge des Interimsvorsitzenden Bill Graham. Überraschend setzte sich bei der Wahl am 2. Dezember 2006 jedoch der frühere Umweltminister Stéphane Dion durch.
Am 9. Juni 2009 wurde Rae am Flughafen von Colombo, Sri Lanka festgehalten mit der Begründung, er stelle wegen seiner Sympathien für die Tamil Tiger Rebellen ein Sicherheitsrisiko dar. Nach einer zwölfstündigen Haft wurde er nach London deportiert.
Per 31. Juli 2013 legte Rae sein Abgeordnetenmandat nieder,
um als Chefunterhändler für die Ureinwohner (First Nations) von James Bay deren Verhandlungen mit der Provinzregierung von Ontario zu führen.